# جون بيرسون (لاعب كريكت)
جون بيرسون (14 مايو 1915 في المملكة المتحدة - 13 مايو 2007) (بالإنجليزية: John Pearson)‏ هو لاعب كريكت بريطاني وبريطاني (وحمل سابقاً جنسية المملكة المتحدة لبريطانيا العظمى وأيرلندا). لعب مع نادي مقاطعة يوركشاير للكريكت ‏.